# Baburnama

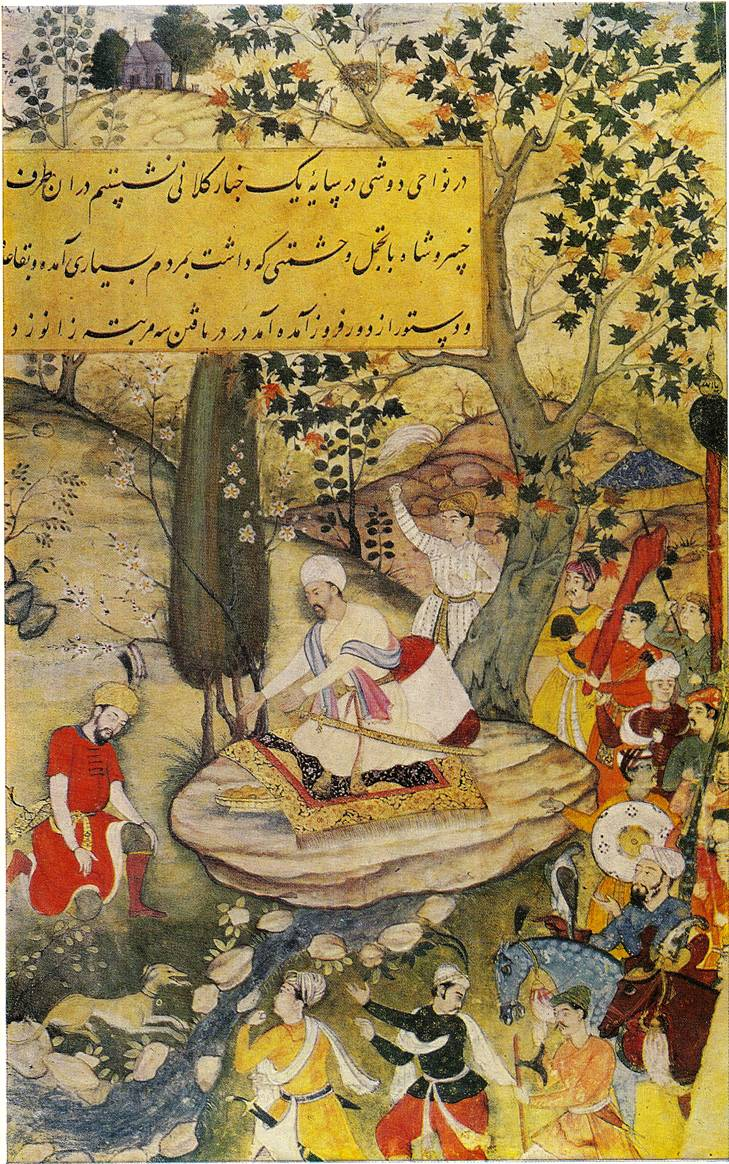
Emir Khusrau Shah zweert trouw aan Babur.

De Baburnama (Chagatai Turks: بابر نامہ; letterlijk: Boek van Babur of Brieven van Babur) zijn de memoires van Babur (1483-1530), afstammeling van veroveraars zoals Timoer Lenk en Dzjengis Khan en zelf stichter en padishah van het Baburrijk, dat in het westen bekend staat als Mogolrijk, in het noorden van het Indisch subcontinent. Dit rijk behoorde ruim twee eeuwen tot de machtigste ter wereld. Babur groeide op als zoon van een Oezbeeks-Turks Timoeridische vorst in de Ferganavallei, maar verloor op twaalfjarige leeftijd zijn vader. Dit was het begin van een spectaculaire militaire loopbaan waarbij nederlagen en overwinningen elkaar voortdurend afwisselden, maar die uiteindelijk culmineerde in Baburs verovering van Hindoestan in de jaren 1520.
Behalve een succesvolle krijgsheer was Babur ook een getalenteerd schrijver en dichter. Zijn in Chagatai Turks (gesproken in Centraal-Azië, Afghanistan en Iran door de Turkse volkeren) geschreven memoires, de Baburnama, hebben een hoge literaire kwaliteit. De Timoeridische Oezbeeks-Turks vorsten van Centraal-Azië waren sterk beïnvloed door Chagatai Turkse taal en cultuur en dat is duidelijk merkbaar in de structuur en stijl van de Baburnama. Het werk is vooral uniek door de openhartigheid waarmee de Baburshah zijn leven en een breed scala van onderwerpen becommentarieerde. Babur toont zich daarin een exponent van de uomo universale uit de renaissance, evenzeer als de Medici en schrijvers als Benvenuto Cellini en Baldassare Castiglione.
Babur schetste voor zijn nageslacht het ideaalbeeld van een heerser. De latere Baburkeizers beschouwden de Baburnama dan ook als het fundament voor hun imperiale ideologie. Baburs kleinzoon Akbar de Grote gaf opdracht aan de hoveling Abdul Rahīm om de Baburnama in het Perzisch te vertalen. Abdul Rahīm, zelf een vermaard dichter en schrijver, voltooide de vertaling in de jaren 1589-1590. De Baburnama werd in 1922 vanuit het Chagatai Turks naar het Engels vertaald door Annette Susannah Beveridge. 

## Moderne Engelse vertaling
- W.M. Thackston, Jr., The Baburnama. Memoirs of Babur, Prince and Emperor, 2007. ISBN 9780307431950